# Alexandra Trkola
Alexandra Trkola (* 1965) ist Virologin und Professorin für Medizinische Virologie an der Universität Zürich. Sie erforscht schwerpunktmäßig, wie das HI-Virus in die menschlichen Zellen gelangt und identifiziert Antikörper, die dieses Eindringen verhindern können, was langfristig zur Entwicklung eines Impfstoffes gegen HIV führen könnte.

## Werdegang
Trkola ist 1965 geboren und studierte von 1983 bis 1990 zunächst Lebensmittel- und Biotechnologie mit Diplomabschluss an der Universität für Bodenkultur in Wien, an das sie ein Promotionsstudium anschloss. 1994 ging sie nach New York ans Aaron Diamond AIDS Research Center, bevor sie ab 1999 als Assistant Professor an der Rockefeller University forschte. Im Jahr 2000 kehrte sie nach Europa zurück und wurde Oberassistentin an der Klinik für Infektionskrankheiten und Spitalhygiene am Universitätsspital Zürich. Dort habilitierte sie sich 2002 und erwarb die Lehrbefugnis für Experimentelle Infektiologie. Ab 2004 hatte Trkola an der Universität Zürich zunächst eine Förderungsprofessur des Schweizerischen Nationalfonds inne, bevor sie dort im März 2008 zur ordentlichen Professorin und im September desselben Jahres zur Direktorin des Instituts für Medizinische Virologie berufen wurde.

## Auszeichnungen (Auswahl)
- 2006: Forschungspreis der Elizabeth Glaser Pediatric Aids Foundation[6][7]
- 2018: Erster Preis (Kategorie Grundlagenforschung) der Schweizerischen Gesellschaft für Infektiologie und der Swiss Academic Foundation for Education in Infectious Diseases[8]

## Publikationen (Auswahl)
- mit Cynthia Gordon, Jamie Matthews, Elizabeth Maxwell, Tom Ketas: The CC-Chemokine RANTES Increases the Attachment of Human Immunodeficiency Virus Type 1 to Target Cells via Glycosaminoglycans and Also Activates a Signal Transduction Pathway That Enhances Viral Infectivity. In: Journal of Virology. Band 73, Nr. 8, 1999, ISSN 1098-5514, S. 6370–6379, doi:10.1128/jvi.73.8.6370-6379.1999.
- mit Claus Kadelka, Thomas Liechti, Hanna Ebner, Merle Schanz, Peter Rusert: Distinct, IgG1-driven antibody response landscapes demarcate individuals with broadly HIV-1 neutralizing activity. In: Journal of Experimental Medicine. Band 215, Nr. 6, 4. Juni 2018, ISSN 0022-1007, S. 1589–1608, doi:10.1084/jem.20180246, PMID 29794117, PMC 5987927 (freier Volltext) – (rupress.org [abgerufen am 17. März 2020]).